# 만나카 유키코
만나카 유키코(일본어: 満仲 由紀子 まんなか ゆきこ[*]/Yukiko Mannaka, 1970년 12월 6일 ~ )는 여자 일본의 성우다. 키는 163cm에다가 혈액형은 A형이다.
- 1995년 3월 미에현립 히사이 농림고등학교(가정과)를 졸업하고, 성우를 목표로 아오니주쿠 도쿄교에 입숙하기 위해서 상경을 했다.
- 1995년 4월 아오니주쿠 도쿄교에 제16기생으로서 입숙에다가 동기로는 후지노 토모코 등이 있어 사이가 좋다.
- 아오니주쿠 재적중에 전기 영화 여도적 풀랑의 풀랑(소녀시대의 풀랑)역의 더빙으로 등장을 했다.
- 같은 아오니주쿠 재적중에 「드래곤볼 GT」 등에도 단역으로 출연을 한적도 있다.
- 예명을 따로 쓰지 않고 본명 그대로 활동하는데, 센티멘탈 그래비티에 출연한 성우들끼리 진행했던 라디오 프로그램 ONLYセンチメンタルナイト2에서 만나카라는 성을 마나카(真中)로 잘못 읽는 경우가 꽤나 많아서 자신의 성씨는 별로 마음에 들지 않는다는 말을 하기도 했다.
- 2002년 11월 6일에 아오니 뮤지엄에서 단독 낭독회를 하면서 결혼을 발표했는데 결혼하면서 바뀐 성씨도 일본인 중에서는 흔한 성씨라 '마음에 들지 않는다.'고 했고 찾아왔던 몇몇 팬들도 탄식하자 '사무소도 동료들도 마음에 안들어하더라구요.'라면서 넘긴 일도 있었다. 굉장히 용모가 예뻐서 버라이어티 프로그램에 출연했을 때 '청초한 느낌'이라는 평가를 받기도 했는데 동료인 후지타 토시코의 말에 따르면 고등학생 시절에는 뚱뚱했다고 한다.
- 애니메이션 출연작은 적고 게임 쪽 출연이 많은 편이다.